# Шерстюк Тетяна Григорівна
Тетяна Григорівна Шерстюк (нар. 18 грудня 1921, Київ — пом. 18 жовтня 2003, Харків) — український бібліограф, укладачка бібліографічних покажчиків, краєзнавець та поетеса. Одна із засновників харківського клубу «Краєзнавець». Почесна членкиня Всеукраїнської спілки краєзнавців (з 1995).

## Біографія
Шерстюк Тетяна Григорівна народилася 18 грудня 1921 року в місті Києві у родині службовців. У 1925 році переїхала до Харкова, навчалася на гірничому факультеті місцевого Інженерно-економічного інституту, який закінчила у 1940 році. Наступного року вступила на філологічний факультет Харківського державного університету імені О. М. Горького. Під час Німецько-радянської війни, перебувала в евакуації, у різних містах країни, працювала у воєнторзі та військовому шпиталі № 402 у місті Чирчик.
У червні 1944 року Тетяна Григорівна повертається до Харкова, а вже у липні починає працювати у Харківській державній науковій бібліотеці імені В. Г. Короленка. Спочатку працювала на посаді завідувачки канцелярії, але через кілька місяців вирішила стати бібліотекарем, наступного року стала старшим бібліотекарем, а ще через рік стала старшим бібліографом. Паралельно продовжувала навчання у Харківському державному університеті, який закінчила у 1947 році. Через два роки її призначають на посаду завідувачки великої читальної зали бібліотеки, наступного року вона стає редактором-фахівцем бібліографічного відділу. З 1953 року вона головний бібліотекар, а у 1969 році стає завідувачкою бібліографічного відділу. З 1971 року завідує науково-бібліографічним відділом. Також, кілька років очолювала Центральний довідковий апарат бібліотеки. Під час її керівництва відділ надав тисячі біобібліографічних та фактографічних довідок для читачів та установ як з Харкова, так з інши регіонів СРСР та других країн.
У 1951—1952 та 1978—1983 роках викладала у Харківському державному інституті культури. За сумісництвом працювала у Книжковій палаті України.
Була одружена, чоловік помер у 1991 році. У бібліотеці Тетяна Григорівна працювала, майже, до самої смерті, яка сталася 18 жовтня 2003 року.

## Творчий доробок
Протягом десяти років, разом з бібліографами Черкашиним О. І. та Колосовою Н. Ф., працювала над бібліографією українських письменників радянської доби, яка була включена до четвертого та п'ятого томів біобібліографічного словника «Українські письменники». Дослідниці Сосновська Т. О. та Ярошик В. О. називали словник взірцем класичної бібліографії та безцінним помічником для українських літературознавців. У словнику вперше за багато років були написано про письменників репресованих радянською владою. Працюючи над цією темою далі, Тетяна Григорівна планувала видати серію біобібліографічних посібників «Повернені імена». Це вдалося зробити, лише, у 1990-ті роки, були підготовлені окремі посібники про Миколу Куліша, Василя Чечвянського, Володимира Винниченка та Юрія Клена. Тетяна Шерстюк не обмежувалася лише замовчуваними авторами, вона підготувала біобібліографічні посібники про Тараса Шевченка та Володимира Короленка, які були видані книжною палатою України. Разом з директором московського Музею К. Г. Паустовського, — Іллею Комаровим, працювала над біобібліографічним покажчиком про життя і творчість Костянтина Паустовського, однак, робота залишилася неопублікованою.
Займалася теоретичними питаннями бібліографії, цікавилася структурою добору документів та їх відображенням у біобібліографічних покажчиках. Публікувалася у наукових журналах, брала участь у конференціях та круглих столах, з 1970-х років, писала рецензії на бібліографічні видання. Вела учбові практичні заняття в Харківському бібліотечному інституті (пізніше Харківський державний інститут культури).
Тетяна Шерстюк, також, займалася підготовкою рекомендаційних і науково-допоміжних бібліографічних покажчиків різної тематики, таких як: «Харківщина, Полтавщина, Сумщина (1917—1967)» (1968), «Библиографический указатель по вопросам лекторского мастерства» (1970), «Планування промислового виробництва» (1973) тощо. Пізніше, звернулася до краєзнавчої тематики та працювала над покажчиками змісту місцевих періодичних видань: журналів «Пламя», «Прапор», «Літературного журналу» та газети «Харьковские губернские ведомости». Уклала іменний покажчик до історичної монографії Дмитра Багалія та Дмитра Міллера «История города Харькова за 250 лет его существования» (2002).
У 1978 році, разом з групою однодумців заснувала харківський клуб «Краєзнавець». Готувала повідомлення для засідань, вела пошукову роботу, укладала видання клубу «100 краєзнавчих читань», опублікувала понад п'ятдесят краєзнавчих статей у місцевій пресі та брала участь у міжнародній краєзнавчій конференції «Слобожанські читання». Завдяки пошукам Тетяни Шерстюк була встановлена адреса, де саме зупинялася Леся Українка під час приїзду до Харкова. Також, Тетяна Григорівна відшукала у харківській газеті «Наша неделя» від 26 листопада 1922 року опублікований лист Михайла Булгакова, невідомий до того.
Багато спілкувалася з харківськими літераторами та літературознавцями, зокрема з Марією Пилинською, Андрієм Чернишовим, Іваном Вирганом та іншими, про багатьох з них Тетяна Григорівна залишила спогади. Тетяна Шерстюк, також, була поетесою, автором багатьох віршів. Деякі з них були присвячені Харкову та Харківській державній науковій бібліотеці імені В. Г. Короленка.

## Основні праці

### Бібліографічні покажчики та статті
Список основних бібліографічних праць Тетяни Шерстюк згідно Бібліотечній енциклопедії Харківщини:
- Українські письменники: біобібліогр. словник. У 5 т. Т. 4. Радянська література. А–К. — Київ, 1965. — У співавт.
- Українські письменники: біобібліогр. словник. У 5 т. Т. 5. Радянська література. Л–Я. — Київ, 1965. — У співавт.
- Харківщина, Полтавщина, Сумщина (1917—1967): бібліогр. покажч. — Харків, 1968. — У співавт.
- Довідково-бібліографічний апарат наукової бібліотеки в системі інформаційно-бібліографічного обслуговування працівників науки і виробництва // Інформаційно-бібліографічне обслуговування трудящих — на рівень сучасних вимог: (матеріали респ. наук.-практ. конф. в м. Хмельницькому). — Київ, 1972. — С. 27–31.
- Об эффективности использования выполненных библиографических справок // Советская библиография — 1975. — № 2. — С. 24–29.
- «Прапор» (1956—1988): покажч. змісту журн. Ч. 1. Художні твори. — Харків, 1989. — У співавт.
- К вопросу о полной библиографии К. Г. Паустовского // К. Г. Паустовский: материалы и сообщения: сб. — Москва, 1996. — Вып. 1. — С. 80–88.
- Указатель содержания журнала «Пламя» (1924—1926). — Харків, 1992.
- «Літературний журнал» (1937—1941): покажч. змісту. — Харків, 1992.
- Український письменник М. Куліш (1892—1937): бібліогр. покажч. — Харків, 1993.
- Український письменник В. Чечвянський (1888—1937): бібліогр. покажч. — Харків, 1994.
- Харьков и губерния на страницах газеты «Харьковские губернские ведомости» (1838—1917). Харьков, 1993—1996.
  - Вып. 1. (1881—1891) / сост.: А. М. Ерофеева, Т. Г. Шерстюк, В. А. Ярошик. Харьков, 1993. 123 с.
  - Вып. 2. (1892—1896) / сост.: Т. Г. Шерстюк и др. Харьков, 1994. 146 с.
  - Вып. 3. (1897—1902) / сост.: Т. Г. Шерстюк и др. Харьков, 1994. 203 с.
- Володимир Кирилович Винниченко (1880—1951): бібліогр. покажч. — Харків, 1995. — У співавт.
- Юрій Клен — поет, перекладач, літературознавець (1891—1947): бібліогр. покажч. — Харків, 1997. — У співавт.
- Указатель имен, упоминающихся в книге Д. И. Багалея и Д. П. Миллера «История города Харькова за 250 лет его существования». В 2-х т. — Харьков, 2002. — 2 т.

### Краєзнавчі праці
Список краєзнавчих праць Тетяни Шерстюк згідно її персональної сторінки на вебресурсі «Краєзнавство»:
- В библиотеку, к Ярошик / Татьяна Шерстюк // Слобода. — 2002. — 9 янв.
- Присвячено рідному краю / Т. Шерстюк // Вечір. Харків. — 1978. — 28 лип.
- Пам'яті вченого [М. І. Дмитрієва] / Т. Шерстюк // Ленін. зміна. — 1986. — 19 квіт.
- Харьковские театры помнят голос Сальвини / Т. Шерстюк // Экран. — 1995. — 17 февр.
- Патриарх слобожанского краеведения [А. Ю. Лейбфрейд] / Т. Шерстюк, Н. Васильева // Слобода. — 1999. — 26 нояб.
- Такий різний соловейко української літератури: до 100-річчя з дня народж. В. М. Сосюри — Харків: ХДНБ, 2014.
- Незабутній: (спогади про літературознавця А. Ф. Чернишова) — Харків: ХДНБ, 2014.
- Александра Александровна Яблочкина (1866—1964) Харьков: ХГНБ, 2014.
- Чарівна жіночність, світлий розум: [спогади про Марію Пилинську] // Березіль. — 1994. — № 7. — С. 157—159.
- Выставка… ушедших зданий: [о макетах памятников архитектуры Харькова, изготовленных В. В. Смоленским]// Крас. знамя. — 1986. — 28 окт.

## Нагороди та звання
- Медаль «За перемогу над Німеччиною у Великій Вітчизняній війні 1941—1945 рр.»[6]
- Почесна грамота Міністерства культури СРСР (1976)[6]
- Грамота Президії Верховної Ради Української РСР (1986)[6]
- Почесний член Всеукраїнської спілки краєзнавців (1995)[12]